# 5734 (année hébraïque)
5734 (hébreu : ה'תשל"ד , abbr. : תשל"ד) est une année hébraïque qui a commencé à la veille au soir du 27 septembre 1973 et s'est finie le 16 septembre 1974. Cette année a compté 355 jours. Ce fut une année simple dans le cycle métonique, avec un seul mois de Adar. Ce fut la première année depuis la dernière année de chemitta.
En l'an 5734, l'État d'Israël a fêté ses 26 ans d'indépendance.

## Calendrier
Ce calendrier hébraïque de l'année 5734 donne les correspondances avec les dates du calendrier grégorien.
Le premier nombre dans chaque case correspond au jour du mois hébraïque. Les jours en couleurs sont des jours remarquables juifs ou israéliens.
| ◄◄ | 5734 | ►► |

## Événements
- Guerre du Kippour ou quatrième guerre israélo-arabe.
- L'Égypte et Israël signent un cessez-le-feu. Accord technique du « kilomètre 101 » entre Israël et l’Égypte sous les auspices de Henry Kissinger. Il permet de ravitailler l’armée égyptienne et des échanges de prisonniers.
- VIe sommet arabe d’Alger qui réitère les objectifs des États arabes face à Israël : libération totale des terres conquises en 1967, libération de la Jérusalem arabe et refus de toute atteinte à la souveraineté de cette dernière, rétablissement des droits nationaux du peuple palestinien. Il exige la fin du soutien militaire et économique de l’Europe occidentale à Israël et la suppression de l’embargo sur les ventes d’armes aux pays arabes. Il demande aux États-Unis une meilleure considération de la cause arabe. Il réitère la nécessité du soutien des pays de l’Est à la cause arabe et la poursuite des livraisons d’armes. Les États-Unis doivent infléchir leur politique jugée trop favorable à Israël, tout comme l’Europe occidentale et le Japon.
- Henry Kissinger effectue une navette entre les pays arabes et Israël pour préparer la Conférence de Genève.
- Conférence de Genève. Syriens et Égyptiens, soucieux d’obtenir un retrait militaire israélien, sont disposés à céder sur la question palestinienne. Un comité technique militaire, chargé du désengagement des belligérants, est mis en place.
- Accord du « kilomètre 101 » entre Israël et Égypte à la suite de la navette de Henry Kissinger. Les forces israéliennes se retirent sur une ligne distante d’environ 20 km du canal de Suez. Une zone tampon est créée entre les deux armées et occupée par la FUNU.
- L’Arabie saoudite conditionne la fin de l’embargo à un désengagement d’Israël du Golan. Israël refuse un retrait total et les tensions reprennent sur le Golan.
- Un accord syro-israélien est signé. Les forces israéliennes acceptent de se retirer au-delà de la ligne de juin 1967 en échange de fournitures d’armes américaines.

## Naissances
- Ivri Lider
- Gila Gamliel

## Décès
- David Ben Gourion
- Louis Kahn (architecte)

5729 - 5730 - 5731 - 5732 - 5733 - 5734 - 5735 - 5736 - 5737 - 5738 - 5739